# (612533) 2002 XV93
(612533) 2002 XV93とは、絶対等級5.4の太陽系外縁天体（TNO）である。海王星との2:3の軌道共鳴により、冥王星族に分類される。
1990年のプレカバリー画像で観測されている。

## 軌道と自転

1992年にパロマー天文台が撮影したのプレカバリー画像。

(612533) 2002 XV93は海王星と2:3の軌道共鳴の関係にある。つまり、太陽の周囲を(612533) 2002 XV93が2周するとき、海王星は3周している。
この天体の自転周期は不明である。

## 物理的特性
(612533) 2002 XV93のサイズは、ハーシェル宇宙天文台によって549.2+21.7
−23.0 kmと測定された。